# Museo Arqueológico Municipal de Moncada
El Museo Arqueológico Municipal de Moncada,  es un museo dedicado a la historia local, heredero del antiguo museo etnográfico, con secciones de prehistoria, mundo íbero, época romana, época medieval y época moderna.

## Historia
El museo fue inaugurado en 1999, como colección museogràfica acogiéndose a Ley de Patrimonio Cultural Valenciano aprobada en 1998.

## Fons

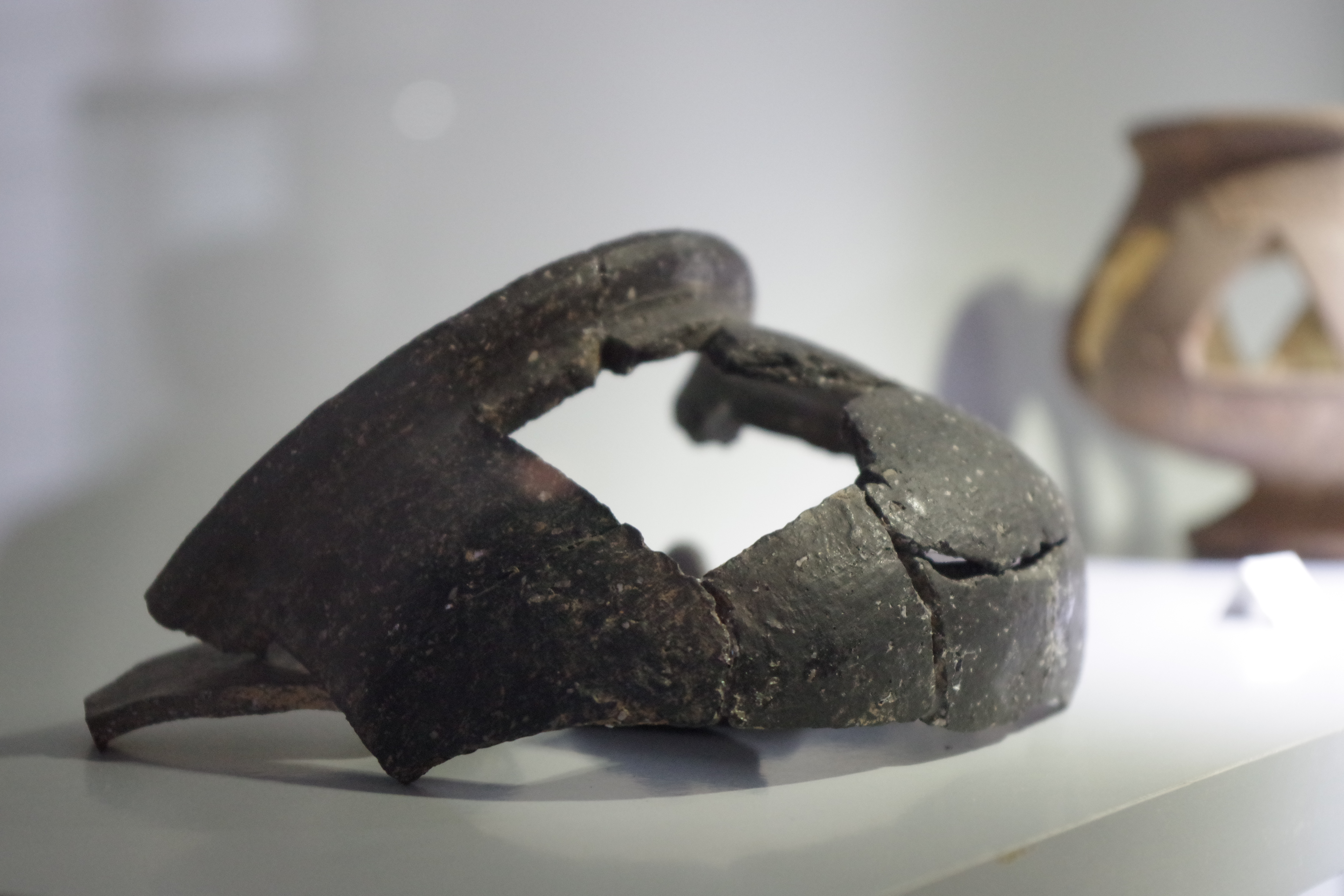
Detalle de cerámica del Museo Arqueológico Municipal de Montcada

Los fondos proceden en parte del antiguo museo etnográfico ya desaparecido, así como de donaciones de particulares. Dispone de una exposición permanente dividida en varias secciones: prehistoria, mundo íbero, época romana, época medieval y moderna. También tiene una colección numismática, que en 2015 estaba siendo restaurada por el Servicio de Investigación Prehistórica de la Diputación de Valencia.  Igualmente presta servicio de asesoramiento técnico en el desarrollo urbanístico, teniendo en cuenta en el patrimonio cultural, así como servicio de visitas guiadas al propio museo, y al Poblado ibérico amurallado del Tos Pelat.